# Volksmusik
Als Volksmusik werden Lieder und Instrumentalmusikformen bezeichnet, die nach dem Wortsinn zum kulturellen Grundbestand eines Volkes gehören. Soziologisch, stilistisch und funktional wird Volksmusik von Kunstmusik, Kirchenmusik und Popularmusik unterschieden. Instrumentale Volksmusik dient häufig der Begleitung von Volksliedern und Volkstänzen.
Im allgemeinen Sprachgebrauch wird Volksmusik manchmal mit volkstümlicher Musik gleichgesetzt, einer kommerziellen Unterhaltungsmusik mit Elementen der traditionellen Volksmusik. Wo entsprechende, funktional unterscheidbare Musikgattungen vorkommen, kann auch außereuropäische Musik in Volksmusik und Kunstmusik eingeteilt werden.

## Begriffsklärung
Das Volkslied in Deutschland verdankt seinen Namen Johann Gottfried Herder (1744–1803), der 1773 vor dem Hintergrund eines sich zu dieser Zeit bereits entwickelnden Nationalbewusstseins erst schottische, dann „deutsche Lieder“ als „Volkslieder“ bezeichnete. Der Begriff „Volkstanz“ stammt erst aus dem 20. Jahrhundert als Abgrenzung zum Gesellschaftstanz.
Die Verwendung des Begriffes „Volks-Musik“ ist erstmals 1770 durch Jacob von Staehlin in seinen Nachrichten von der Musik in Russland belegt. Den Begriff „Volkslied“ führte Johann Gottfried Herder 1771 als Übertragung des englischen popular song ein. Im 19. Jahrhundert herrschte die Ansicht vor, Volksmusik sei von hohem Alter und ohne bekannten Verfasser aus der Mitte des Volkes heraus entstanden. John Meier fand Anfang des 20. Jahrhunderts, dass zahlreiche Volkslieder auf einen einzelnen Autor zurückführbar waren und folgerte daraus, die Volksmusik sei von der Musik höherer Schichten übernommen und als „gesunkenes Kulturgut“ dem Stilempfinden des breiten Volkes angeglichen worden. Seitdem wurden eine Reihe von kontrovers diskutierten Definitionskriterien für die europäische Volksmusik aufgestellt.
In der allgemeinen Öffentlichkeit gibt es Verschiebungen und Gegensätze bei den Begrifflichkeiten, vom popular song oder Popsong bis zum Schlager. Oftmals werden die Bedeutungen sprachlich durch die Bezeichnungen Volksmusik und volkstümliche Musik (auch volkstümlicher Schlager) unterschieden. Insbesondere Anhänger der Volksmusik grenzen sich dadurch von einer Musik ab, die sie als kommerzialisierte „Schunkelmusik“ ablehnen. Medien, Produzenten und Freunde der volkstümlichen Musik unterscheiden die Begrifflichkeiten seltener und bezeichnen auch diese Musik als Volksmusik.
Der Begriff Volksmusik kann für das 20. Jahrhundert nicht exakt festgelegt werden, möglich ist für den deutschsprachigen Raum die Unterteilung:
- Die Kategorie:Volksmusik und die Kategorie:Volkstümliche Musik entsprechen den beiden Bedeutungen.
- Neue Volksmusik (auch Volxmusik genannt) will Jazz, Rock und Folklore mit tradierter, meist alpenländischer Volksmusik verbinden.

## Entwicklung
Volksmusik wird oft nicht mehr aktiv ausgeübt, sondern lediglich konsumiert. Die klingende Musik selbst ist fixiert auf Ton- und Bildträgern. Damit fehlt ihr eigentlicher Ort, die Bezogenheit auf bestimmte Ereignisse sowie auch die unmittelbare Kommunikationssituation zwischen Musiker und Hörer. Sie ist an jedem beliebigen Ort und zu jeder beliebigen Zeit verfügbar. Die über AV-Medien passiv rezipierte „Volksmusik“ ist also der kennzeichnenden soziologischen Verankerung von Volksmusik entzogen. Sie gleicht somit die für Volksmusik wesentlichen innerkulturellen Codes aus, wie verschiedene Stilistiken, verwendete Tonsysteme und kulturgebundene Texte.
Mit Volksmusik wird die traditionelle, häufig schriftlos überlieferte Musik bezeichnet, die für bestimmte Regionalkulturen charakteristisch ist. Bei der Betrachtung und Differenzierung von Musikkulturen müssen stets soziologische Gesichtspunkte herangezogen werden. Das gilt insbesondere für die Volksmusik. Werden die bestimmenden sozialen Verankerungen und damit verbunden die zeitlich bedingten Transformationen von Volksmusiken außer Acht gelassen, entstehen voreilige Schlüsse. Allein ein Höreindruck lässt keine verlässlichen Bestimmungen zu. Präzise musikalische Merkmale oder Gattungen von Volksmusik, die übergreifend gültig wären, lassen sich kaum festschreiben. Um dies zu tun, muss eine Beschränkung auf eine bestimmte Region sowie einen bestimmten Zeitraum vorliegen. Wie auch in der Kunstmusik sind Vokal- und Instrumentalmusik als auch instrumental begleitete Vokalmusik zu unterscheiden. Ebenso kann Volksmusik einstimmig und mehrstimmig, homophon und polyphon gestaltet sein. So findet sich beispielsweise in den verschiedenen Regionen Georgiens homophone und polyphone Vokalmusik, wobei diese gegensätzlichen Singweisen geografisch eng beieinander liegen.
Eine Autonomisierung der Kunst findet beim Volkslied jedoch nicht statt. Dagegen spricht der ausschließlich der Musikschöpfung sich zuwendende und fundiert ausgebildete Künstler die gebildete, zumeist auch musikalisch gebildete, Bevölkerungsminorität des Adels, des Hofes und des Bürgertums an und ist im Wesentlichen auch erst ab der Frühen Neuzeit auszumachen. Gegenüber der Kunstmusik mit ihren professionellen Komponisten und ausgebildeten Ensembles ist die Volksmusik zuerst eine Angelegenheit von Laien. Ferner ist die Kunstmusik fast ausschließlich Aufführungssituationen verpflichtet – also einer strikten Trennung in Publikum und Ausführende. Die Volksmusik lebt dagegen wesentlich von gegenseitiger Interaktion.

## Traditionelle Volksmusik

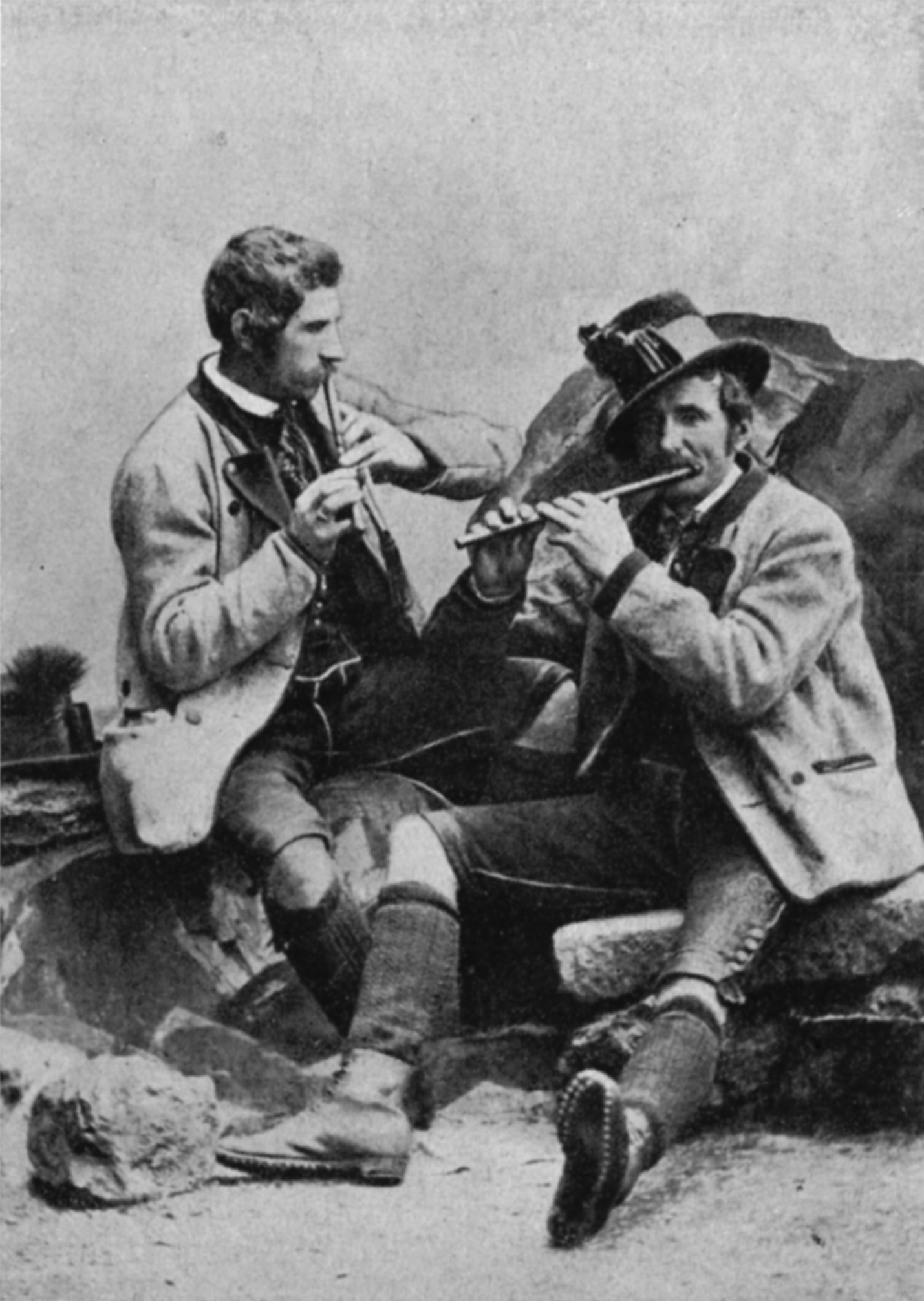
Brüder Steinegger, die Pfeiferlbuam vom Grundlsee, 1880

Volksmusik hat ihren Ursprung in der Musizierpraxis der bäuerlich-dörflichen oder kleinstädtischen Gemeinschaften und hat sich angesichts der sozialen Barrieren auch in relativer Selbständigkeit entwickelt. So blieb sie ein unmittelbarer Spiegel der Lebensweise, eingebunden in die alltäglichen Lebensprozesse oder in die (rituellen) Feste des Dorflebens oder der kleinstädtischen Gesellschaft. Volksmusik ist die wesentlichste Quelle populärer Musik, allerdings fehlt ihr der Vortrags- und Darbietungscharakter, sie dient der mündlichen Überlieferung von Traditionen, Geschichten und Sitten, wie es in Gesellschaften vor der Industrialisierung üblich war. Heutzutage ist Volksmusik gegenüber der populären Musik (Pop) etwas in den Hintergrund getreten. Johann Wolfgang von Goethe war zwar der Ansicht, dass Volksmusik nur diejenige sei, die anonym aus dem Volk entstanden sei, er trug aber selbst eigene Volkslieder bei, so wie auch viele andere Komponisten und Autoren von Liedern bekannt sind, die aufgrund ihrer Struktur als Volkslied bezeichnet werden. Volksmusikstücke und Volkslieder entstehen noch in ungebrochener Tradition.
Im bayerischen, österreichischen und schweizerischen Raum wird der ländlich-bodenständigen Volksmusik auch im Rundfunk viel Raum gegeben. Sie wird von der schlagerorientierten, volkstümlichen Unterhaltungsmusik oft streng geschieden. Deshalb bezieht sich der Begriff Volksmusik in diesen Gegenden meist nur auf handgemachte Folklore mit mundartlich vorgetragenen Liedern und tradierten Volksmusikstücken. Die verschiedenen Formen der traditionellen Volksmusik stammen überwiegend noch aus dem 19. und 20. Jahrhundert. Sie wurden von Volkskundlern schriftlich aufgezeichnet und werden von Musikgruppen häufig neu interpretiert bzw. im alten Stil neu geschaffen. Eine besondere Form der Volksmusik war auch das Volkssängertum. Dies war im deutschsprachigen Raum in Wien am stärksten ausgeprägt. Volkssänger trugen in Gasthäusern, Singspielhallen oder Unterhaltungsetablissements ihre Volkslieder vor, die in Wien dem Wienerlied sehr nahestanden bzw. auch dessen Wurzeln darstellen. Volkssänger waren jedoch keine reinen Sänger, sie waren auch Alleinunterhalter. Gegen Ende des 19. Jahrhunderts wurden sie daher zunehmend von anderen Unterhaltungsformen wie dem Kabarett abgelöst. Berühmte Volkssänger waren Edmund Guschelbauer oder die „Fiakermilli“. In dieser Tradition steht auch Karl Schönfeldinger aus dem Burgenland, zum Repertoire zählt auch Joseph Haydn, der ja selbst viele Melodien aus der Volksmusik mit eigenem Tonsatz versehen hat.
Dazu gehören u. a. Walzer, Polka, Marsch, Ländler, Boarische, Mazurkas, Schottische, Zwiefache, aber auch Menuette, Tanzstücke, Balladen und die couplethaft vorgetragenen Gstanzln und Schnaderhüpfeln. Im bairisch-alemannischen Raum und in Österreich ist der Jodler verbreitet, Sonderformen sind der im Bayerischen Wald beheimatete Arienjodler oder der in alemannischen Alpengegenden (Schweiz, Allgäu) vorherrschende Naturjodler, der mit seinen eingängigen Harmonien auf Instrumentalbegleitung weitgehend verzichtet. Auch in allen anderen deutschsprachigen Gebieten und bei den traditionellen Minderheiten in Deutschland wird traditionelle Volksmusik gepflegt, vor allem an der Nordseeküste auf Plattdeutsch. Bei den Jugendlichen erfolgte in den letzten fünf Jahrzehnten eine starke Abkehr von traditionellen, mundartlichen Weisen aufgrund der Dominanz der (vor allem englischsprachigen) populären Musik (dazu zählen besonders Rock, Pop). Dieser Trend hat sich in der Schweiz gewendet. Seit 2010 hat eine regelrechte Volksmusikwelle auch urbane Jugendliche erfasst. Volksmusik vermischt sich mit Rap und Pop.
Die oft gehörte Annahme, Volksmusik sei die Musik einer Nation, eines Staatsvolkes, ist in dieser Ausschließlichkeit unhaltbar – sie ist erst durch die Vereinnahmung der Volksmusik durch nationalistische Bewegungen entstanden. Es gibt zahlreiche regionale Gemeinsamkeiten über Sprach- und Staatsgrenzen hinaus, wie unter vielen anderen das Beispiel Zwiefacher zeigt. Texte werden dabei übersetzt, Melodien weitergegeben.

### Musik anderer Völker im deutschsprachigen Raum
Popularität in den deutschsprachigen Ländern erfuhren vor allem Volksmusik aus Irland, der Irish Folk, und populäre Musikstile aus den USA. Ferner seien hier noch der griechische Rembetiko und jiddische Klezmer-Musik genannt. Durch die Zuwanderung spanischer Arbeitskräfte, insbesondere aus Andalusien, fand seit den 1960er Jahren der Flamenco zahlreiche Anhänger.

### Besondere Instrumente in der Volksmusik
Die in der Kunstmusik verwendeten Musikinstrumente werden bis auf geringe Ausnahmen in der Volksmusik verwendet, zusätzlich sind viele ältere, in der Kunstmusik nicht mehr verwendete Instrumente bislang noch als Volksmusikinstrumente im Gebrauch.

## Volksmusik einzelner Regionen in Europa
- Alpenländische Volksmusik (Österreich, Schweiz, Süddeutschland, Südtirol, Slowenien)
- Bal Folk (Frankreich – und in Deutschland/Schweiz im Stil französischer Tanzfeste)
- Bretonische Musik (Bretagne)
- Erzgebirgische Volksmusik (Sachsen, Böhmen)
- Cante Alentejano (Portugal)
- Folk (England, Schottland, Wales, Irland, Nordamerika, Skandinavien)
- Fränkische Volksmusik (Franken)
- Griechische Volksmusik
- Irische Volksmusik
- Volksmusik in den Karpaten (Polen, Rumänien, Serbien, Slowakei, Ukraine, Ungarn)
- Klapa (Kroatien)
- Shanty (England, Schottland, Wales)
- Tarantella (Süditalien)

## Landesweite Volksmusikverbände
- Österreichisches Volksliedwerk
- Verband Schweizer Volksmusik

### Einzeluntersuchungen
- Ralf Gehler: Sackpfeifer, Bierfiedler, Stadtmusikanten. Volksmusik und Volksmusikanten im frühneuzeitlichen Mecklenburg. Thomas Helms Verlag, Schwerin 2012, ISBN 978-3-940207-71-5.